# Sestos

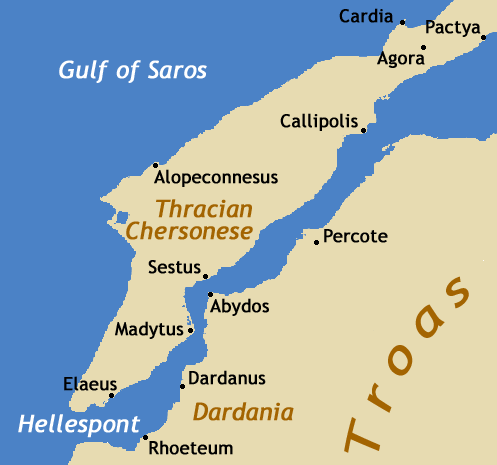
Sestos på en karta över Troas och thrakiska Chersonesos

Sestos var en antik grekisk stad vid Hellesponten, huvudort på det thrakiska Chersonesos (nuvarande Gallipolihalvön i den europeiska delen av Turkiet). Den var i äldre tid viktig som överfartsort till Abydos i Mindre Asien.
Sestos var ursprungligen en aiolisk koloni, grundad av bosättare från Lesbos. Den är bekant genom historien om Hero och Leander och genom Xerxes I:s skeppsbrygga under hans invasion av Grekland år 480 f.Kr.

## Belägringen av Sestos
År 479-478 f.Kr., efter grekernas segrar över perserna i slagen vid Plataiai och Mykale belägrade och besegrade grekiska styrkor under Xanthippos den persiska garnisonen i Sestos, vilket gjorde att de kunde erövra staden. Som ett resultat av detta minskades det persiska inflytandet längs Hellesponten avsevärt. Erövringen hade två mål, dels att inte låta persiska landtrupper nå det grekiska fastlandet, och att åter öppna upp för atensk handel med svartahavshamnar som Bysantion. Sestos tillhörde Aten mellan 478 och 404 f.Kr., varefter kontrollen över staden växlade mellan spartaner, perser, atenare och thraker, tills det 353 f.Kr. förstördes av atenarna.

## Modern tid
Sestos ruiner ligger nära staden Eceabat. 1810 simmade Lord Byron från Sestos till Abydos på fyra timmar, och upprepade således Leanders bragd.